# ATI Mach
ATI Mach byly 2D zobrazovací grafické čipy, vyvíjené firmou ATI.

## Modely

### Mach 8
Popis
- Uvedeno 1991.
- Klon IBM 8514/A.
- Podpora pro až 8bitový barevný mód.
- Volitelně grafické jádro VGAWonder 2 (28800)
  - S vlastní 256-512 KiB DRAM
- K dispozici 512 KiB nebo 1 MiB paměť typu DRAM nebo VRAM.
- Port/Slot
  - ISA, MCA

Modely
- 8514 Ultra
  - VRAM
  - pouze koprocesor
- 8514 Vantage
  - DRAM
  - pouze koprocesor
- Graphics Vantage
  - DRAM
- Graphics Ultra
  - VRAM
- VGAWonder GT
  - Přepracovaná Graphics Ultra.
  - Standardně 1 MiB RAM.

### Mach 32
Popis
- Uvedeno 1992.
- 32bitová GUI akcelerace se základní podporou DOSu.
- Omezena podporou VESA VBE.
- Podpora pro 15, 16 a 24bpp barevný mód.
- Video paměť
  - 1 nebo 2 MiB
  - DRAM nebo VRAM.
- 64bitová paměťová sběrnice.
- Porty/Sloty
  - ISA, EISA, VLB, PCI, MCA
- Integrované VGA jádro.
- 100% kompatibilní s IBM 8514/A.

Modely
- Graphics Wonder
  - DRAM
- Graphics Ultra +
  - DRAM
  - rychlý RAMDAC
- Graphics Ultra CLX
  - DRAM
  - cena snížena pro OEM verze
- Graphics Ultra Pro
  - VRAM
- Graphics Ultra XLR
  - VRAM
  - cena snížena pro OEM verze

### Mach 64
Popis
- Uvedeno 1994.
- 64bitová GUI akcelerace se základní podporou DOSu.
- Omezena podpora VESA VBE.
- Video paměť
  - 1, 2, 4 nebo 8 MiB
  - DRAM, VRAM nebo SGRAM
- 64bitová paměťová sběrnice.
- Port/Slot
  - ISA, VLB, PCI

Modely
- Mach64 CX/210888
  - Původní čipset.
  - Nezvykle až 2 MiB DRAM nebo 4 MiB VRAM.
- Mach64 GX/210888GX
  - Rozšířený možnosti přehrávání videa.
- Mach64 ET/210888ET - Embedded???
- Mach64 CT/264CT
  - Mach 64 se sníženou cenou.
  - Integrovaným RAMDAC a krystalem (clock chip)
  - Až 2 MiB DRAM
- Mach64 VT/264VT
  - AMC konektor (podpora pro TV-tuner)
- Mach64 GT/264GT 3D Rage
  - 3D možnosti
- Mach64 GT-B/264GT-B 3D Rage II
  - Podpora SDRAM a SGRAM.
  - Až 8 MiB
- Mach64 LT/264LT
  - Nízko odběrová mobilní verze Mach64 GT.

#### Mach64 GX řada
- Graphics Xpression
  - 1 nebo 2 MiB DRAM
- Graphics Pro Turbo
  - 2 nebo 4 MiB VRAM
- WinTurbo
  - 1 nebo 2 MiB VRAM, bez možnosti zvýšit
- Graphics Pro Turbo 1600
  - rychlý RAMDAC, pouze do PCI slotu
- XCLAIM GA
  - v Macintosh

#### Mach64 CT řada
- WinBoost
  - 1 MiB DRAM, rozšířitelná do 2 MiB
- WinCharger
  - 2 MiB DRAM

#### Mach64 VT řada
- Video Charger
- Video Xpression (Mach64 VT2)
- Video Xpression+ (Mach64 VT4)

#### Mach64 GT řada
- 3D Xpression
  - 2 MiB EDO DRAM

#### Mach64 GT-B řada
- 3D Charger
  - 2 MiB EDO DRAM
- 3D XPRESSION+
  - 2 nebo 4 MiB SDRAM
- 3D XPRESSION+ PC2TV
  - TV-out
- 3D Pro Turbo
  - 2,4,6 nebo 8 MiB SGRAM
- 3D Pro Turbo+ PC2TV
  - TV-out
- Xclaim VR
  - první verze
    - Macintosh
    - 2,4 nebo 8 MiB SGRAM
    - Video-In Video-Out)
- Xclaim 3D
  - první verze
    - Macintosh
    - 4 nebo 8 MiB SGRAM)
- All-In-Wonder
  - SDRAM
  - TV Tuner